# Mintadi

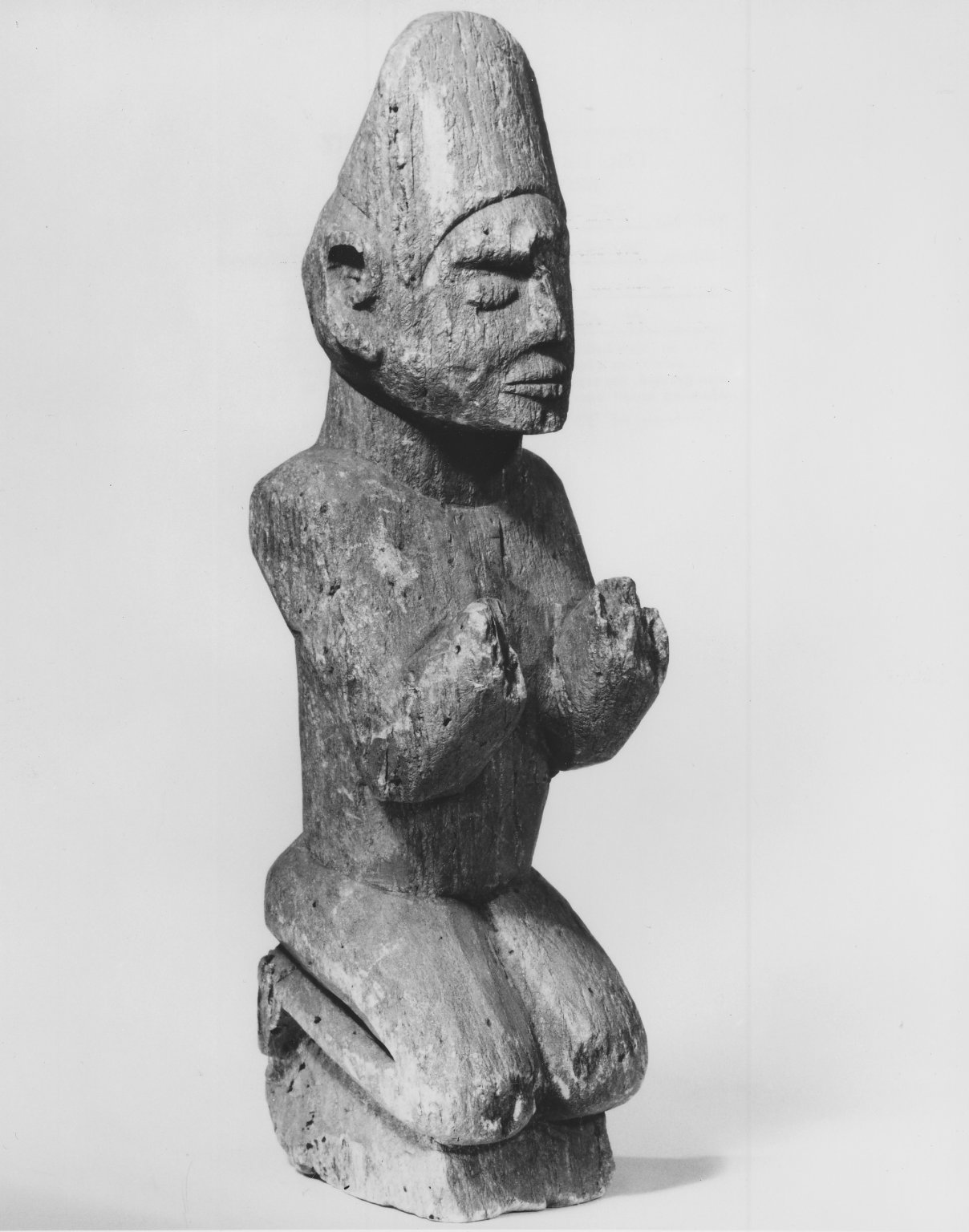
Homme agenouillé sur un piédestal (ntadi), fin XIXe - début XXe siècle, Brooklyn Museum, New York

Les mintadi (en kikongo, « gardiens », au singulier ntadi) sont des sculptures en stéatite réalisées dans le Nord de l'actuel Angola et l'Ouest de l'actuelle République démocratique du Congo (territoire correspondant à l'étendue maximale du royaume de Kongo) du XVIe au début du XXe siècles. 
Certains ont été introduits en Europe au XVIIe siècle par les missionnaires italiens actifs au Kongo et exposés dès cette époque au musée Kircher (aujourd'hui au Musée national préhistorique et ethnographique Luigi-Pigorini, à Rome). Robert Verly a cherché à en faire un inventaire au début des années 1950. Un ntadi (représentant une femme assise en tailleur allaitant un enfant) est exposé au Musée des beaux-arts de Boston. 
Les mintadi étaient utilisés pour orner les sépultures des notables du royaume de Kongo. Différents types sont connus : souverain arborant les insignes du pouvoir, ou représenté en « penseur » (assis en tailleur, la tête appuyée sur l'une de ses mains), dignitaires à genoux, femme allaitant un enfant... Pour l'historien Georges Balandier, « Ces figures de pierre [...] sont les instruments de la religion politique [du royaume de Kongo], elles soumettent en rassurant. »